# Ожон
Ожон (фр. Aujon) је река у Француској. Дуга је 68 km. Улива се у Об. 